# Modern Combat 3: Fallen Nation
Modern Combat 3: Fallen Nation — шутер от первого лица, разработанный и изданный компанией Gameloft Montreal в 2011 году, для платформ iOS, Android, Bada 2.0 и BlackBerry PlayBook. Это третья игра в серии Modern Combat и прямое продолжение игр Modern Combat: Sandstorm 2009 года и Modern Combat 2: Black Pegasus 2010 года. Продолжение игры вышло в 2012 году, а заключительная часть — в 2014.

## Игровой процесс
Геймплей игры аналогичен предыдущим играм серии и так же продолжает копировать игры Call of Duty 4: Modern Warfare и Call of Duty: Modern Warfare 2. Сюжетная кампания предлагает для прохождения 13 уровней.
Управление по-прежнему использует сенсорный экран и гироскоп. Так же, как и раньше, оно настраивается в меню. В игре очень часто встречаются интерактивные кат-сцены. Игроку предстоит выполнять задания по уничтожению врагов и стратегических объектов, управлять различными видами техники и стационарного оружия.

## Сюжет
В предыстории игры рассказывается о формировании террористического альянса в России, Пакистане и Северной Корее (K.P.R.). Генерал Попович (один из Антагонистов второй части), берет под управление альянс и объявляет войну США.
Действие игры начинается в Лос-Анджелесе, где Капрал Уолкер в составе небольшого отряда проникает в здание АНБ для похищения важных разведданных. Напарники главного героя гибнут, но миссия выполняется успешно. Уолкер пытается сбежать из здания, но ему не дает это сделать шквальный огонь. Герой объединяется с капитаном Тернером, с которым они делают попытку сбежать из рушащегося здания. Уже на улице здание падает и заваливает обломками солдат, но герой выживает и спасается.
Сюжет переключается на сержанта Картера, который обеспечивает героям прикрытие с AC-130. Его задачей является помощь в уничтожении всех мостов в городе, чтобы отрезать силам K.P.R путь к отступлению.
Тем временем Уолкер проводит операцию по уничтожению систем противовоздушной обороны в Голливудских холмах, в ходе которой гибнет Тернер. Уолкер поступает в распоряжение сержанта Даунса (второстепенного персонажа из второй части). Они отправляются в Аляску, на помощь отряду «Бритва», отправленному туда ранее. На месте оказывается, что отряд был уничтожен, а на героев нападают террористы. Герои спасают выжившего члена отряда и отступают на грузовике. После этого к отряду присоединяется один из протагонистов второй части — сержант Андерсон, вместе с которым они направляются в Берингов пролив. Отряд «фантом» взрывает авианосец, улетая на истребителях нового поколения (найденных на авианосце), а затем уничтожает склад боеприпасов K.P.R. в Сибири.
Отряд отправляется в Пакистан, где им дано задание выследить Эдварда Пейджа — бывшего зеленого берета, присоединившегося к K.R.P. Два члена отряда оказываются ранены, вертолет сбит, но Пейджа ловят и он рассказывает о плане генерала Тонга по нанесению ракетных ударов по США. Отряд проникает на аэропорт Тонга, где попадает в засаду. Генерал Тонг собирается уничтожить отряд, но Уолкер успевает взорвать установленные в аэропорту заряды взрывчатки и, воспользовавшись моментом, убивает Тонга.
Отряд направляется в село Киллджанг, используемое K.R.P. для хранения WMD, но Уолкер и Даунс попадает в засаду к Поповичу. Последнее, что они говорят перед потерей сознания, что если ракеты полетят в США, их усилия останутся напрасными. Но затем они сбегают. Попович сбегает, но Уолкер и Даунс сумели отменить пуск двух ракет, но для третьей Григорович изменил код доступа. Не найдя другого выхода, герои решают взорвать ядерную ракету несколькими зарядами С-4, понимая, что это самоубийственная миссия. Ракета взрывается, убивая всех подручных Поповича, и выводит Уолкера из строя. Моментом спустя Уолкер приходит в себя и видит, как Попович избивает бессознательное тело Даунса. Несмотря на шок от взрыва, Уолкер находит в себе силы убить Поповича и спасти Даунса. Игра заканчивается прибытием спасательного вертолета и словами Даунса «Интересно, какую выпивку они здесь продают?».

## Вооружение
В отличие от предыдущих игр серии, в игре представлено 21 образец вооружения. Так же все они вымышлены, хоть и основаны на реальных образцах.
В игре присутствует такое вооружение как Bravel-1 (SCAR-L), MC81 (MP7), Intercept-L200 (CheyTac Intervention), ACM (Adaptive Combat Rifle), Shred-4 (MG4), OPS55 (UMP-40), KT-44 (AK-47), Maiden (FAMAS), TXR-Reaper (TDI Vector), TZ4-Compakt (M4 carbine), KR600 (GM6 Lynx), Automat-X (AUG HBAR) и ZN6-Prototype (XM8).